# Gabriele Reinsch

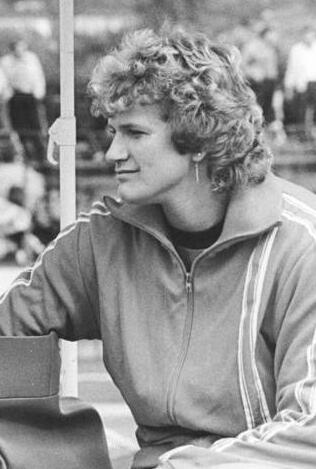
Reinsch bei der Olympiaqualifikation 1988

Gabriele „Gabi“ Reinsch (* 23. September 1963 in Cottbus), verheiratete Kramer, ist eine ehemalige deutsche Leichtathletin und Olympiateilnehmerin, die für die DDR startete und im Diskuswurf erfolgreich war.
Am 9. Juli 1988 gelang ihr beim Leichtathletik-Länderkampf DDR–Italien in Neubrandenburg ein Weltrekord von 76,80 m, mit dem sie die alte Bestmarke von Zdeňka Šilhavá (ČSSR) um 2,24 Meter verbesserte. Diese Leistung ist bis heute (Stand: 18. Juli 2024) unerreicht. (Die DDR-Sportlerin Martina Hellmann erreichte zwar in einem inoffiziellen Wettkampf am 6. September 1988 Weiten von 76,92 m und 78,14 m, diese sind aber nicht als Weltrekord anerkannt).
Gabriele Reinsch begann im Alter von 14 Jahren mit der Leichtathletik und versuchte sich zunächst im Hochsprung und im Kugelstoßen (Platz zwei der Junioreneuropameisterschaften 1981). 1982 wechselte sie ganz zum Diskuswurf. Im Jahr ihres Weltrekordes verbesserte sie sich um 9,62 Meter – von 67,18 m (persönliche Bestleistung 1987) auf 76,80 m.

## Einsätze bei internationalen Höhepunkten
- 1981: Junioreneuropameisterschaften: Platz 2 im Kugelstoßen (17,03 m)
- 1987: Universiade: Platz 2 (64,12 m)
- 1988: Olympische Spiele Platz 7 im Diskuswurf (67,26 m)
- 1990: Europameisterschaften: Platz 4 im Diskuswurf (66,08 m)

Gabriele Reinsch gehörte bis 1985 dem SC Cottbus an, ab 1986 dem ASK Vorwärts Potsdam (Trainer: Lothar Hillebrand). In ihrer Wettkampfzeit war sie 1,84 m groß und 88 kg schwer.